# توم ستيث
توم ستيث (بالإنجليزية: Tom Stith)‏ مواليد 21 يناير 1939 في فرجينيا - الوفاة 13 يونيو 2010، كان لاعب كرة سلة أمريكي. بدأ مسيرته الاحترافية في سنة 1962. تم اختياره من قبل فريق نيويورك نيكس خلال الدرافت. حمل الرقم 8. بلغ طوله 6 قدم 5 بوصة (2.0 م). اعتزل اللعب في 1966.

## روابط خارجية
- توم ستيث على موقع إن بي أي (الإنجليزية)
- توم ستيث على موقع سبورتس رفرنس (الإنجليزية)
- توم ستيث على موقع كلية كرة السلة في سبورتس رفرنس.كوم (الإنجليزية)
- توم ستيث على موقع ريلجم (الإنجليزية)
- توم ستيث على موقع بروبوليرز (الإنجليزية)